# 高橋宏邦
高橋 宏邦（たかはし ひろくに、1941年10月23日 - ）は、実業家である。九州耐火煉瓦(現・黒崎播磨)元会長。

## 経歴・人物
1941年福岡県生まれ。1965年、山口大学文理学部卒業。同年3月、九州耐火煉瓦株式会社に入社。1989年(平成元年)7月、同社研究部長。1991年(平成3年)6月、同社取締役。1997年(平成9年)6月、同社常務取締役。2001年(平成13年)6月、同社代表取締役及び専務取締役に就任。2003年(平成15年)3月、営口九州耐火材料有限公司副董事長。同年4月、同社代表取締役社長。2007年(平成19年)4月、同社取締役相談役に就任。耐火煉瓦業界に大きく貢献した人物である。

## 業績・研究
1980年(昭和55年)『熱間流し込み材の開発と実用化』で第13回市村産業賞貢献賞を受賞した。

## その後
2007年8月、同社は黒崎播磨と株式交換により子会社となる。2012年7月、吸収合併。